# ادوارد خستو
ادوارد ملقب به ادوارد خستو، ادوارد اقرارآورنده یا ادوارد معترف (به انگلیسی: Edward the Confessor) (زادهٔ در حدود ۱۰۰۳ — درگذشتهٔ ۱۰۶۶) آخرین پادشاه آنگلوساکسون از دودمان وسکس است که از ۱۰۴۲ میلادی تا هنگام مرگش در ۱۰۶۶ میلادی بر انگلستان فرمان راند.

## زندگی‌نامه
ادوارد پسر بزرگ اثلرد بدسگال و امای نورماندی بود. با اشغال انگلستان توسط دانمارکی‌ها او سالیانی را در تبعید در نورماندی گذراند اما در ۱۰۴۱ و در زمان پادشاهی برادر ناتنی‌اش هاردیکانوت (پسر کانوت بزرگ دانمارکی و امای نورماندی) به انگلستان بازگشت و به خانوادهٔ او پیوست. هاردیکانوت که فرزندی نداشت ادوارد را جانشین خود ساخت و پس از درگذشتش در ۱۰۴۲ ادوارد پادشاه انگلستان شد.
ادوارد در ۱۰۴۵ با ادیت، تنها دختر گادوینسون، ارل قدرتمند وسکس ازدواج کرد، با این حال او تا ۱۰۵۲ موضعی نه چندان دوستانه با خانوادهٔ گادوین داشت و خاصگان خود را از میان نورمنها برمی‌گزید تا آن جا که در ۱۰۵۱ ویلیام دوم، دوک نورماندی (بعدتر ویلیام یکم) را به جانشینی خود برگزید. اما گادوین‌ها سرانجام توانستند جایگاه خود را به دست آورند و ادوارد که فرزندی نداشت پیش از درگذشتش در لندن، هارولد گادوین (هارولد دوم) را جانشین خود ساخت. ادوارد در ۱۰۶۶ درگذشت و کمی پس از بر تخت نشستن هارولد، ویلیام موفق به فتح انگلستان و پایان دادن به حکومت خاندان وسکس شد.

## توجه به مذهب
ادوارد در طول حکومتش به پرهیزکاری و تقدس شهره بود. او وست‌مینستر ابی را به سبک معماری رمانسک بازسازی کرد، در ۱۰۶۱ تقدیس شد و او را پس از آن سنت ادوارد یا ادوارد مقدس نامیدند.